# Matilda Joslyn Gage
Matilda Joslyn Gage (nhũ danh Joslyn; 24 tháng 3 năm 1826 – 18 tháng 3 năm 1898) là một nhà văn và nhà hoạt động xã hội người Mỹ. Bà chủ yếu được biết đến nhờ những đóng góp cho quyền bầu cử của phụ nữ ở Hoa Kỳ, quyền của người Mỹ bản địa, chủ nghĩa bãi nô (chấm dứt chế độ nô lệ) và tư tưởng tự do trong tín ngưỡng và tôn giáo. Tên của bà được đặt cho hiệu ứng Matilda, mô tả xu hướng từ chối công nhận hoặc đánh giá thấp những đóng góp của phụ nữ trong khoa học. Bà đã ảnh hưởng đến con rể L. Frank Baum, tác giả cuốn Phù thủy xứ Oz.
Bà là diễn giả trẻ nhất tại Công ước Quốc gia về Quyền Phụ nữ năm 1852, được tổ chức tại Syracuse, New York. Bà là một công dân và một diễn giả không biết mệt mỏi, đồng thời đã đóng góp nhiều bài báo cho báo chí, được coi là "một trong những nhà văn khoa học, dũng cảm và logic nhất trong thời đại của bà". Cùng với Susan B Anthony và Elizabeth Cady Stanton, Gage đã giúp thành lập Hiệp hội quyền bầu cử Phụ nữ Quốc gia (National Woman Suffrage Association) vào năm 1869. Trong thời gian 1878–1881, bà xuất bản và biên tập tờ National Citizen, một tờ báo đề cao sự nghiệp của phụ nữ. Cùng với Elizabeth Cady Stanton và Susan B. Anthony, bà đã đi đầu trong phong trào đấu tranh vì quyền bầu cử trong nhiều năm và cộng tác với họ để viết Lịch sử về quyền bầu cử của phụ nữ (1881–1887). Bà là tác giả của cuốn Giáo lý về Quyền của Phụ nữ (1868); Người phụ nữ là nhà phát minh (1870); Ai đã lên kế hoạch cho Chiến dịch Tennessee (1880); và Phụ nữ, Giáo hội và Nhà nước (1893).
Trong nhiều năm, bà đã liên kết với Hiệp hội quyền bầu cử phụ nữ quốc gia, nhưng khi quan điểm của bà về quyền bầu cử và nữ quyền trở nên quá cấp tiến đối với nhiều thành viên, bà đã thành lập Liên minh Tự do Quốc gia của Phụ nữ, với mục tiêu là: Khẳng định quyền tự nhiên của phụ nữ để tự quản; chỉ ra nguyên nhân chậm trễ trong việc ghi nhận yêu cầu của mình; bảo vệ các nguyên tắc tự do dân sự và tôn giáo; khơi dậy dư luận về nguy cơ hợp nhất giữa nhà thờ và nhà nước thông qua việc sửa đổi hiến pháp, đồng thời tố cáo học thuyết về sự thấp kém của phụ nữ. Bà giữ chức chủ tịch của liên minh này từ khi thành lập vào năm 1890 cho đến khi qua đời ở Chicago vào năm 1898.